# Jogo de linguagem (filosofia)
Jogo de Linguagem (em alemão:  Sprachspiel) é um conceito filosófico desenvolvido por Ludwig Wittgenstein, que se refere a exemplos simples de uso da linguagem e as ações nas quais a linguagem é tecida. Wittgenstein argumentou que uma palavra ou mesmo uma frase só tem significado dentro das "regras" do "jogo" linguístico que está sendo jogado em determinado momento.

## Investigações Filosóficas
Em seu trabalho Philosophical Investigations (1953) (Investigações Filosóficas, em português), Ludwig Wittgenstein se referia regularmente ao conceito de jogos de linguagem. Wittgenstein rejeitou a ideia de que a linguagem é separada da e, ao mesmo tempo, correspondente à realidade. Argumentou que os conceitos não precisam de clareza para terem significado. Wittgenstein usou o termo "jogo de linguagem" para designar formas de linguagem mais simples que a totalidade de uma língua em si, "consistindo na linguagem e nas ações pelas quais é tecida" (PI 7) e conectada pela semelhança familiar (Familienähnlichkeit). O conceito pretendia "ressaltar o fato de que falar uma língua faz parte de uma atividade ou forma de vida" (PI 23), que dá sentido à linguagem.
Wittgenstein desenvolve uma discussão sobre jogos na noção chave de um jogo de linguagem. Wittgenstein introduz o termo usando exemplos simples, mas imagina que será usado das muitas maneiras em que usamos a linguagem. O componente central dos jogos de linguagem é que eles são usos da linguagem, e a linguagem é usada de maneiras variadas. Por exemplo, em um jogo de linguagem, uma palavra pode ser usada para representar (ou se referir a) um objeto, mas em outro a mesma palavra pode ser usada para dar ordens ou fazer perguntas, e assim por diante. O famoso exemplo é o significado da palavra "jogo". Falamos de vários tipos de jogos: jogos de tabuleiro, jogos de apostas, esportes, "jogos de guerra". Todos esses são usos diferentes da palavra "jogo".
O significado da palavra depende do jogo de linguagem em que está sendo usada. A palavra "água" não tem significado se separada de seu uso em um jogo de linguagem. Pode-se usar a palavra como uma ordem, mas também pode ser usado para avisar alguém que a água foi envenenada. Pode-se até usar a palavra como código por membros de uma sociedade secreta.
Por exemplo, a frase "Moisés não existia" (§79) pode significar várias coisas. Wittgenstein argumenta que, independentemente do uso, a frase ainda não 'diz' nada. É "sem sentido" no sentido de não ser útil para um propósito específico. Só adquire significado se tiver um contexto de uso. Assim, a frase não diz nada porque ainda não se tem informação sobre o seu uso específico. A frase só tem significado quando é usada para dizer alguma coisa. Por exemplo, pode ser usado para dizer que nenhuma pessoa ou figura histórica se encaixa no conjunto de descrições atribuídas à pessoa que recebe o nome de "Moisés". Mas também pode significar que o líder dos israelitas não era chamado Moisés. Ou que não pode ter havido alguém que realizou tudo o que a Bíblia relata sobre Moisés, etc. O significado da frase depende, portanto, de seu contexto de uso.
As regras da linguagem são análogas às regras dos jogos; assim, dizer algo em um idioma é análogo a fazer uma jogada em um jogo. A analogia demonstra que as palavras têm significados que dependem dos usos que fazemos delas nas diversas e multiformes atividades da vida humana. (O conceito não pretende sugerir linguagem seja trivial, ou que a linguagem seja "apenas um jogo".)